# والتر دراي
والتر دراي (بالإنجليزية: Walter Dray)‏ هو منافس ألعاب قوى أمريكي، ولد في 21 مارس 1886 في بيوريا في الولايات المتحدة، وتوفي في 22 أبريل 1973 في يوركفيل في الولايات المتحدة بسبب مرض.

## وصلات خارجية
- والتر دراي على موقع أوليمبيديا (الإنجليزية)